# Norberto Rivera Carrera
Pour les articles homonymes, voir Carrera.
Norberto Rivera Carrera, né le 6 juin 1942 à Tepehuanes (Durango) au Mexique, est un cardinal mexicain de l'Église catholique romaine, archevêque de Mexico de 1995 à 2017.

## Biographie

### Jeunesse et formation
Né à La Purísima, Tepehuanes, il suit des études ecclésiastiques à Durango puis intègre le Collège latino-américain de Rome. Diplômé en théologie dogmatique, il est ordonné prêtre pour le diocèse de Durango par le pape Paul VI en personne le 3 juillet 1966.
Il revient alors au Mexique, où il est vicaire à Río Grande et professeur de théologie et d'écriture sainte. Il est aussi chanoine à la cathédrale de Durango et vient enseigner à l'université pontificale de Mexico.

### Évêque
Il est membre du conseil diocésain de l'archidiocèse de Mexico, avant d'être nommé évêque de Tehuacán le 5 novembre 1985 et consacré le 21 décembre suivant.
Il occupe des postes de haute responsabilité au sein de l'épiscopat mexicain et est nommé archevêque de Mexico le 13 juin 1995, poste qu'il conserve jusqu'au 7 décembre 2017 lorsqu'il se retire, atteint par la limite d'âge. 

### Cardinal
Lors du consistoire du 21 février 1998, il est créé cardinal par Jean-Paul II avec le titre de cardinal-prêtre de San Francesco d'Assisi a Ripa Grande. Il participe aux conclaves de 2005 et de 2013 qui élisent respectivement les papes Benoît XVI et François.
Le 29 mars 2014, à l'occasion de la confirmation du préfet de la Congrégation pour les instituts de vie consacrée et les sociétés de vie apostolique, il est nommé membre de cette congrégation par le pape François.
Le 8 mars 2014, il est nommé membre pour cinq années au conseil pour l'économie.
Le 6 juin 2022, il atteint la limite d'âge, ce qui l'empêche de participer au conclave devant désigner le successeur du pape François.